# バートラム・トマス
バートラム・シドニー・トマス（Bertram Sidney Thomas、1892年6月13日 - 1950年12月27日）は、史料を残す形でルブアルハリ砂漠（「何も無い所 (the Empty Quarter)」と称されていた）を横断した最初の西洋人となったイングランドの公務員。頭蓋顔面人体測定学 (craniofacial anthropometry) の研究者でもあった。
トマスは、ブリストル近郊のサマセット州ピル (Pill) に生まれ、ケンブリッジ大学トリニティ・カレッジに学んだ。ロンドン郵便本局 (General Post Office) に勤務した後、第一次世界大戦に従軍してベルギーで軍務に就いた後、1916年から1918年までサマセット軽歩兵連隊 (Somerset Light Infantry) に配属されてイギリス委任統治領メソポタミア（後のイラク）に駐屯した。トマスは、1918年から1922年まで、メソポタミアで政治将校補佐として働き、続いて1922年から1924年までイギリス委任統治領トランスヨルダン（後のヨルダン）におけるイギリス代表補佐 を務めた。さらに、マスカット・オマーン (Muscat and Oman)（後のオマーン）のスルターンの下に財務大臣兼ワズィールとして派遣され、1925年から1932年までその任にあった。この任期中に、トマスは砂漠地帯への探検を数多く実施し、1930年から1931年にかけてルブアルハリ砂漠を横断した最初のヨーロッパ人となった。この砂漠横断の旅を、トマスは『Arabia Felix』（1932年）という本にまとめ、その中でこの砂漠に住む動物や住民、文化について紹介した。
1920年に大英帝国勲章 (OBE)を受け、1949年には聖マイケル・聖ジョージ勲章を受けた。
『Arabia Felix』のほかにも、『The Arabs: The Epic Life Story of a People Who Have Left Their Deep Impress on the World』 (London: T. Butterworth, 1930; Garden City, New York: Doubleday, Doran and Co., Inc., 1937) など数冊の著作を残している。
元駐オマーン英国大使で、アングロ＝オマーン協会の会長であるリチャード・ミューア (Richard Muir) が製作した映画『Crossing the Empty Quarter』には、トマスが探検旅行中に撮影した映像や、ケンブリッジ大学の東洋学図書館から提供された写真が盛り込まれている。
トマスはイングランドに戻り、1950年に、生まれた家で没した。